# بدر العمير
بدر حمد العمير لاعب كرة قدم سعودي ، يلعب كلاعب جناح في نادي الباطن معار من نادي القادسية.

## مسيرة اللاعب
بدأ في نادي النصر في الفئات السنية وانتقل إلى فئة الشباب في نادي القادسية في عام 2023 وأعير إلى نادي الباطن في عام 2024.